# Panama na Letnich Igrzyskach Olimpijskich 1948
Panamę na Letnich Igrzyskach Olimpijskich 1948 w Londynie reprezentował jeden zawodnik.

## Zdobyte medale
| Medal | Zawodnik       | Dyscyplina sportowa | Konkurencja            |
| ----- | -------------- | ------------------- | ---------------------- |
| Brąz  | Lloyd La Beach | Lekkoatletyka       | bieg na 100 m mężczyzn |
| Brąz  | Lloyd La Beach | Lekkoatletyka       | bieg na 200 m mężczyzn |